# Мъгливи брегове
„Мъгливи брегове“ (на руски: „Берега в тумане...“) е българско-съветски игрален филм (исторически, драма) от 1985 година на режисьора Юлий Карасик, по сценарий на Будимир Металников и Анжел Вагенщайн. Оператор е Пламен Вагенщайн. Художник е Богоя Сапунджиев. Музиката във филма е композирана от Юрий Буцко.

## Актьорски състав
В главните роли:
- Анатолий Кузнецов – полковник Егорев
- Леонид Филатов – чекистът Шелапугин
- Борис Луканов – Антон Христов
- Ирина Купченко – Тамара Скаржинска
- Любов Виролайнен – Ана Егорева
- Таня Димитрова – Райна
- Петър Батаклиев – Любчо
- Стефан Данаилов – капитан Сократ Стойчев
- Алексей Волков — Николай Егорев

В ролите:
- Николай Олялин — барон Пьотър Врангел
- Петър Щербаков – генерал Кутепов
- Алексей Жарков –  полковник Самохвалов
- Любомир Младенов – цар Борис III
- Петър Гюров – полковник Вълков
- Сергей Юрски – Сидней Рейли
- Михаил Погоржелски – професор
- Борис Щербаков – Константин Галицки
- Борис Токарев – Воронов
- Валерий Хлевински – Трифон
- Карен Джанибекян – Гурген Акопов
- Валерий Бабятински – Авдеев
- Никола Тодев – Петър Ставрев
- Любомир Димитров – Калфов
- Лъчезар Стоянов – Петрев
- Досьо Досев (като Досю Досев) – контрабандистът Костакис

В епизодите:
- Г. Макарова
- В. Козелков
- Фьодор Одиноков (като Ф. Одиноков)
- Б. Руднев
- Лев Поляков (като Л. Поляков) – Акулиничев
- В. Пицек
- И. Косих
- В. Комисаров
- И. Донской
- В. Протасенко
- Г. Барков
- В. Михайлов
- Н. Бегалин
- А. Скорякин
- Дмитрий Матвеев (като Д. Матвеев – поручик Назаров
- М. Калинкин
- С. Житарев
- В. Удалов
- Александър Яковлев (като А. Яковлев)
- Г. Сайфулин
- С. Пелиховска
- Г. Иванова
- В. Ананина
- Петър Димов (като П. Димов)
- Я. Овчуков-Суворов
- Людмила Голубенко
- Маргарита Голубенко